# Antwerp Port Epic 2023 (mannen)
De zesde editie van de wielerwedstrijd Antwerp Port Epic vond plaats op 21 mei 2023. De wedstrijd, die deels over onverharde wegen wordt verreden, startte en finishte in Antwerpen en was 177,9 kilometer lang. De wedstrijd maakte deel uit van de UCI Europe Tour, met de categorie 1.1, en de Lotto Cycling Cup. Dries De Bondt won de wedstrijd solo, achter hem werden zijn ploeggenoten Timo Kielich tweede en Quinten Hermans derde in een sprint met vijf man.

## Uitslag
| Plaats  | Naam                  | Ploeg                 | Tijd     |
| ------- | --------------------- | --------------------- | -------- |
| Winnaar | Dries De Bondt        | Alpecin-Deceuninck    | 4u12'44" |
| 2       | Timo Kielich          | Alpecin-Deceuninck    | +16"     |
| 3       | Quinten Hermans       | Alpecin-Deceuninck    | z.t.     |
| 4       | Florian Vermeersch    | Lotto Dstny           | z.t.     |
| 5       | Thomas Bonnet         | TotalEnergies         | z.t.     |
| 6       | Sander De Pestel      | Team Flanders-Baloise | z.t.     |
| 7       | Nicklas Amdi Pedersen | Team ColoQuick        | +26"     |
| 8       | Giacomo Nizzolo       | Israel-Premier Tech   | z.t.     |
| 9       | Sandy Dujardin        | TotalEnergies         | z.t.     |
| 10      | Dries Van Gestel      | TotalEnergies         | z.t.     |

Mannen: 2018 · 2019 · 2020 · 2021 · 2022 · 2023 · 2024 · 2025
Vrouwen: 2023 · 2024 · 2025